# 腹囲

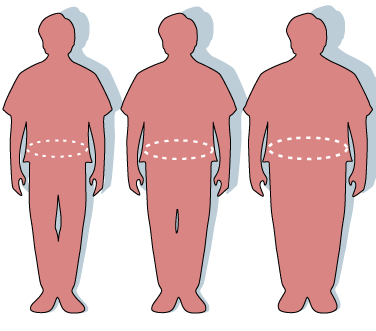
腹囲は主に肥満の評価を目的として計測される

腹囲の測定部位：①肋弓下縁、②最も細くくびれた部位（ウエスト）、③肋弓下縁と腸骨稜上縁の中点、④臍部、⑤腸骨稜上縁

肋弓下縁と腸骨稜の中点での腹囲のイメージ：通常は臍より少し上になる。

腹囲（ふくい、英語: waist circumference）とは、身体計測値のひとつで、腹部の周囲長（胴回り、おなか周り、腰回り）を指す。ウエスト周囲長ともいう。
主に、肥満の評価を目的として測定される。内臓脂肪の蓄積を反映するとされ、メタボリックシンドロームの診断基準の一つとなっており、特定健診等で測定される。

## 腹囲の測定法
腹囲は、通常、立位で、腹壁の緊張をとった状態で、呼気後に、巻き尺を水平にあてて計測する
日本では臍部で測定するが、歴史的には腹囲の測定位置は統一されておらず、少なくとも5箇所が用いられてきた（図「腹囲の測定部位」参照）。
また、現在のところ、特定の測定部位を推奨する明確な科学的根拠は得られていない。

### ①肋弓下縁
肋弓下縁は右前側腹部を触れることにより、比較的容易に同定可能であるが、この部位を推奨するガイドライン等は少ない。
多くのヒトでは、これは②の腹部の最も細くくびれた高さ（ウエスト）に相当する。

### ②最狭部（腹部のもっとも細くくびれた高さ、ウエスト）
米国の人体計測標準化参照マニュアル（Anthropometric Standardization Reference Manual）で推奨されている部位である 
。
服飾で用いられる「ウエスト」は、通常、腹部のもっとも細くくびれた部位での周囲長（ナチュラルウエスト）をさすのに一致する。
通常は臍より少し上になるが、女性ではウエストのくびれと臍の高さの差は平均7 cm程度との記載もある。
この部位の長所としては、皮下脂肪の影響がより少ない最狭部での測定が内臓脂肪をよりよく反映するとの報告がある。
最狭部の欠点としては、解剖学的なランドマークがないため、肥満者等では同定が難しく、複数回の測定を経ないと確実に同定できないことがある。
また、計測者によるバラツキが出やすい。

### ③肋弓下縁と腸骨稜の中点
肋弓下縁と腸骨稜上縁（上前腸骨稜）の中点は世界保健機関（WHO）等で広く採用されている部位である。
この方法は、骨をランドマークとするので肥満の程度に影響されにくいという長所がある。
中点での計測の欠点として、肋弓下縁と腸骨稜の双方をまず同定しなければならず、広範な肌の露出や触診を要し、手技的に煩雑であること、著しい肥満例では同定が困難であること、などが指摘されている。
なお、国際糖尿病連合（IDF）のアジア地域でのメタボリックシンドローム診断のための腹囲は、この中点で測定して、男性90 cm、女性80 cmが基準とされているが、
これを日本での臍部での腹囲に置き換えると、男性では90.3cmと大差ないが、女性では83.9 cmと約4cm大きくなる:10。

### ④臍部
日本の特定健診等では臍の高さでの腹囲測定を採用している。これは内臓脂肪をCTで計測する場合は臍の位置を基準とするのに一致する（立位と臥位の差はある）。臍部で測定されるのは日本のみと誤解されることがあるが、実際には、臍部で腹囲測定を実施している報告も少なくなく、アメリカ国立衛生研究所（NIH）の多民族動脈硬化研究（MESA：Multi-Ethnic Study of Atherosclerosis）や、フラミンガム心臓研究においても、臍部での腹囲測定が規定されている。
臍部での計測の長所は、最低限の肌の露出で、触診の必要なく目視で簡単に測定位置を同定でき、自己測定も容易なことである（たとえば、オーストラリア政府も腹囲の自己測定には臍部での測定を指示している。）
臍部での計測の欠点としては、骨（腸骨稜や肋弓）ではなく軟部組織をランドマークとしているため、肥満の程度に影響され、肥満の進行に伴い位置が変化しうることである。
このため、日本肥満学会では、通常は臍部で腹囲を測定するが、脂肪蓄積のため腹部が垂れ下がって臍が下方に変位している場合は、肋骨弓下縁と上前腸骨稜の中間で測定するとしている:10。
臍部は近年の公的機関のガイドライン等ではあまり採用されない傾向がある
なお、臍部で計測した腹囲をabdominal circumference（腹部周囲長）、肋弓下縁と腸骨稜の中点での腹囲をwaist circumference（ウエスト周囲長）と、区別してよぶ場合がある。

### ⑤腸骨稜の上縁
アメリカ国立衛生研究所（NIH）が2000年に発表したプロトコルでは、腹囲は腸骨稜上縁での測定としている。
この方法による計測値は、前記③の肋弓下縁と腸骨稜の中間での計測値と比較すると、
男性では差がないが、女性では1.8から2 cm大きくなり、女性における肥満を過大評価する可能性がある。
また、腸骨稜の上縁は容易に触知できるが、この部位で急な屈曲があることが特に肥満例では多いため計測が難しいことがあると指摘されている。

### 計測位置のちがいの影響
前記のように、腹囲の計測位置は統一されておらず、部位により得られる計測値には差異があるが、循環器疾患・糖尿病や死因との疫学的関連においては、計測位置の影響は無視しうるとされている。

## 腹囲の意義
肥満は重大な健康上の問題であり、循環器系（高血圧、動脈硬化、虚血性心疾患、など）、代謝系（糖尿病、脂質異常症、など）、をはじめとする諸疾患の原因と考えられている。
肥満の評価に最も広く使用されている指標はボディマス指数（BMI）であるが、
BMIは、脂肪の分布を反映しないため、リスク評価には不十分であると指摘されてきた。
腹囲はBMIの欠点をおぎない、腹部への脂肪の分布を反映し内臓脂肪量とよく相関する指標として、広く使用されており、
BMIは全身性肥満の評価指標、腹囲は中心性肥満の評価指標として用いられる。
なお、BMIは、肥満のみならず、低栄養の診断の基準にも用いられるが、腹囲は基本的に肥満の評価に使用されており、るいそう・低栄養の評価における身体周囲長としては下腿周囲長などが用いられる。

### メタボリックシンドロームの診断基準としての腹囲
日本でのメタボリックシンドロームの診断基準では、腹囲基準（臍部で男性≧85 cm・女性≧90 cm）を満たすことが必須となっており、
さらに、脂質異常症、血圧高値、耐糖能低下のいずれか2つ以上を満たすとメタボリックシンドロームと診断する。
国際的には、メタボリックシンドロームの診断は内臓脂肪蓄積を必須としない方向にあり、たとえば、国際糖尿病連合（IDF）の診断基準でも、腹囲基準（中点で男性≧90 cm・女性≧80 cm）は必須でなく、腹囲、脂質異常症、血圧高値、耐糖能低下のうち3つ以上を満たすものとしている。
腹囲を必須にすることによりメタボリックシンドロームが過小評価される危険性も指摘されているが、日本で腹囲が必須である理由としては、内臓脂肪を減らすという介入手段が明確であること、必須にする・しないで心血管系リスクに差がないこと、
などがあげられている。

### 腹囲とその他の体格指数
BMIが脂肪の分布を反映しないという欠点を補う体格指標として、腹囲身長比も提案されてきたが、腹囲と身長の相関は低く、成人では身長はほぼ一定であるため、代謝的リスクを評価するにあたって身長で補正する意義は乏しいとされる。
また、脂肪の分布を直接的に反映する指標として、腹囲をヒップ周囲径で除したウエスト・ヒップ比（WHR）があるが、
腹囲単独の方が内臓脂肪量との相関が高く、また、WHRでは分子と分母の双方が治療で変化するので経過観察に用いにくいため、近年は、腹囲が単独で用いられることが多い。

### 腹囲と肥満以外の病態
腹囲は肥満の評価以外に、妊娠の経過の評価や腹水貯留患者の経過観察にも用いられる。
これらの場合は、通常、仰臥位で計測される。

## 腹囲の基準値
腹囲を腹部肥満（内臓脂肪型肥満、内臓肥満）の判定に用いる場合には民族差の存在を考慮する必要があり、国・地域・民族別にカットオフ値が設定されている。
| 国・地域                   | 男性の腹囲 | 女性の腹囲 |
| -------------------------- | ---------- | ---------- |
| 日本                       | ≧ 85 cm    | ≧ 90 cm    |
| 中国                       | ≧ 90 cm    | ≧ 85 cm    |
| アジア                     | ≧ 90 cm    | ≧ 80 cm    |
| 米国・カナダ・ヨーロッパ ‡ | ≧ 102 cm   | ≧ 88 cm    |
| 中東・地中海               | ≧ 94 cm    | ≧ 80 cm    |
| 中南米                     | ≧ 90 cm    | ≧ 80 cm    |
| サハラ以南アフリカ         | ≧ 94 cm    | ≧ 80 cm    |

‡：　国際糖尿病連合（IDF）のヨーロッパ系のカットオフ値、および、WHOのコーカソイド系のカットオフ値は、「男性94 cm以上、女性80 cm以上」である。WHOは、「さらにリスクが高くなる」カットオフ値として、「男性102 cm以上、女性88 cm以上」をあげている。詳細は文献を参照されたい。
日本人成人の腹囲の基準値
日本人成人では男性85 cm、女性90 cmが採用されている。
他国と比べ、女性の基準が男性より大きいのが特徴的であるが、日本においてはCTでの内臓脂肪面積が100 cm2以上に相当するよう腹囲の基準を設定しており、女性の方が皮下脂肪が多いため同じ内臓脂肪量でも腹囲が約5 cm大きくなるとされている。
この基準には、女性のリスクを過小評価するという批判もあるが、
リスクファクター数が1を超える腹囲のカテゴリーは男性で85 cm前後、女性で90-95 cm前後であるので現行の基準で問題ないとの反論もある。
小児の腹囲の基準値
小児のカットオフ値は、諸外国では国別・年齢別・性別の腹囲の90 パーセンタイル値が採用されることが多い。
日本においては、小児メタボリックシンドロームの診断基準としての腹囲基準値は、男女ともに80 cm（小学生では75 ㎝）以上、または、腹囲身長比0.5以上とされている:95。
BMI階層別の腹囲の基準値
上述の腹囲の基準値はBMIと無関係に単独で判定するために設定されたものである。
BMIで階層化して設定するほうが死亡の予測にはより有用との報告もあるが、現在のところ、一般的ではない。
| BMI（kg/m2)）          | 男性の腹囲 | 女性の腹囲 |
| ---------------------- | ---------- | ---------- |
| 18.5-24.9 （正常体重） | ≧ 90 cm    | ≧ 80 cm    |
| 25-29.9 （過体重）     | ≧ 100 cm   | ≧ 90 cm    |
| 30-34.9 （Ⅰ度肥満）    | ≧ 110 cm   | ≧ 105 cm   |
| ≧ 35（Ⅱ度以上肥満）    | ≧ 125 cm   | ≧ 115 cm   |

## 日本人の腹囲の分布
2019年の国民健康・栄養調査の腹囲分布より抜粋したものを以下に示す。
| 腹囲              | 20歳-29歳 | 30歳-39歳 | 40歳-49歳 | 50歳-59歳 | 60歳-69歳 | 70歳以上 |
| ----------------- | --------- | --------- | --------- | --------- | --------- | -------- |
| 50cm未満          | 0         | 0         | 0         | 0         | 0         | 0        |
| 50cm-55cm未満     | 0         | 0         | 0         | 0         | 0.2       | 0        |
| 55cm-60cm未満     | 0         | 0         | 0         | 0         | 0         | 0        |
| 60cm-65cm未満     | 1.7       | 1.3       | 0         | 0         | 0.2       | 0.5      |
| 65cm-70cm未満     | 13.2      | 6.6       | 1.5       | 1.5       | 2.2       | 2.1      |
| 70cm-75cm未満     | 20.7      | 10.6      | 5.8       | 2.7       | 4.9       | 4.1      |
| 75cm-80cm未満     | 14.9      | 10.6      | 14.3      | 15.3      | 8.5       | 12.5     |
| 80cm-85cm未満     | 15.7      | 25.8      | 19.7      | 19.5      | 22.1      | 17.8     |
| 85cm-90cm未満     | 12.4      | 16.6      | 18.9      | 18.3      | 20.1      | 25.9     |
| 90cm-95cm未満     | 9.1       | 13.2      | 16.2      | 20.6      | 21.8      | 19.9     |
| 95cm-100cm未満    | 6.6       | 7.9       | 9.3       | 8.8       | 10.4      | 9.1      |
| 100cm-105cm未満   | 2.5       | 3.3       | 6.9       | 6.9       | 5.1       | 6.3      |
| 105cm-110cm未満   | 0         | 2         | 3.5       | 3.8       | 2.7       | 1.4      |
| 110cm-115cm未満   | 1.7       | 0         | 1.2       | 1.5       | 0.7       | 0.2      |
| 115cm-120cm未満   | 0.8       | 0.7       | 0.8       | 0.4       | 0.5       | 0.2      |
| 120cm以上         | 0.8       | 1.3       | 1.9       | 0.8       | 0.5       | 0.2      |
| （再掲）≧85cm(男) | 33.9      | 45        | 58.7      | 61.1      | 61.9      | 63       |

| 腹囲              | 20歳-29歳 | 30歳-39歳 | 40歳-49歳 | 50歳-59歳 | 60歳-69歳 | 70歳以上 |
| ----------------- | --------- | --------- | --------- | --------- | --------- | -------- |
| 50cm未満          | 0         | 0         | 0         | 0         | 0         | 0        |
| 50cm-55cm未満     | 0.9       | 0         | 0         | 0         | 0         | 0.1      |
| 55cm-60cm未満     | 1.9       | 0.5       | 0.3       | 0.3       | 0.2       | 0.1      |
| 60cm-65cm未満     | 10.3      | 6.3       | 6.8       | 4.3       | 2.8       | 1.3      |
| 65cm-70cm未満     | 24.3      | 15.1      | 14.2      | 8.5       | 6.2       | 6.1      |
| 70cm-75cm未満     | 21.5      | 25        | 25.7      | 18.2      | 12.6      | 9.6      |
| 75cm-80cm未満     | 21.5      | 22.4      | 17        | 22.5      | 16.2      | 17.4     |
| 80cm-85cm未満     | 9.3       | 14.6      | 15.5      | 17.9      | 19.4      | 20.8     |
| 85cm-90cm未満     | 5.6       | 6.3       | 9.3       | 12        | 18.5      | 17.4     |
| 90cm-95cm未満     | 3.7       | 4.7       | 5.3       | 7.4       | 12.1      | 14.5     |
| 95cm-100cm未満    | 0         | 1         | 3.1       | 4.8       | 5.7       | 7.3      |
| 100cm-105cm未満   | 0.9       | 2.1       | 0.9       | 2.8       | 4.5       | 3.8      |
| 105cm-110cm未満   | 0         | 1         | 0.3       | 0.6       | 0.9       | 1.3      |
| 110cm-115cm未満   | 0         | 1         | 1.2       | 0.6       | 0.4       | 0        |
| 115cm-120cm未満   | 0         | 0         | 0         | 0         | 0.2       | 0.1      |
| 120cm以上         | 0         | 0         | 0.3       | 0         | 0.4       | 0        |
| （再掲）≧90cm(女) | 4.7       | 9.9       | 11.1      | 16.2      | 24.3      | 27       |

## 腹囲計測が実施される健康診断
国民健康保険（国保）加入者の特定健診、労働安全衛生法に基づく企業の定期健康診断、 学校保健安全法に基づく職員（生徒ではない）の健康診断、協会けんぽ被保険者などの生活習慣病予防健診、などの他、各種の健康診断・人間ドックなどで広く腹囲の計測が行われている。
なお、後期高齢者の健診（後期高齢者医療健康診査）では、積極的な減量等の介入を一律には行わないため、腹囲測定は必須ではなく、実施されないことも多い。

## 腹囲と服飾におけるウエスト
服飾の領域では、ウエストは、通常、腹部のもっとも細くくびれた部位での周囲長を意味するとされている。
しかし、被服の採寸にあたっては、体形の個人差（ウエストラインが水平とは限らない）、本人の嗜好するウエストベルトの位置、被服の種類、等を考慮する必要があり、医学的な腹囲とは別の概念と考えられる
。
なお、衣料サイズ-身体寸法の測り方のJIS（日本産業規格）であるJIS L 0111(2006)では、ウエストラインは、従来、「ろっ骨の最下端と腸骨との中間でウエストベルトの落ち着く位置」で「必ずしも水平ではない」とされていたが、
2023年3月の改正により、「ろっ骨の最下端と腸骨との中間の水平位置」となり、WHOの腹囲測定位置と整合した。JIS規格は基本的に国際規格に整合するよう設定されており、衣料サイズ呼称の国際規格であるISO 8559-1でも、ウエストレベルは肋骨の最下端と腸骨との中間としている。